# Walter Brack
Walter Brack (n. 20 noiembrie 1880, Berlin, Imperiul German – d. 19 iulie 1919, Berlin, Republica de la Weimar) a fost un înotător ce a reprezentat Germania, medaliat olimpic. A participat la o ediție a Jocurilor Olimpice (1904) în care a câștigat o medalie de aur și o medalie de argint.